# Natale Palli

Gabriele d'Annunzio e Natale Palli sullo S.V.A. 10

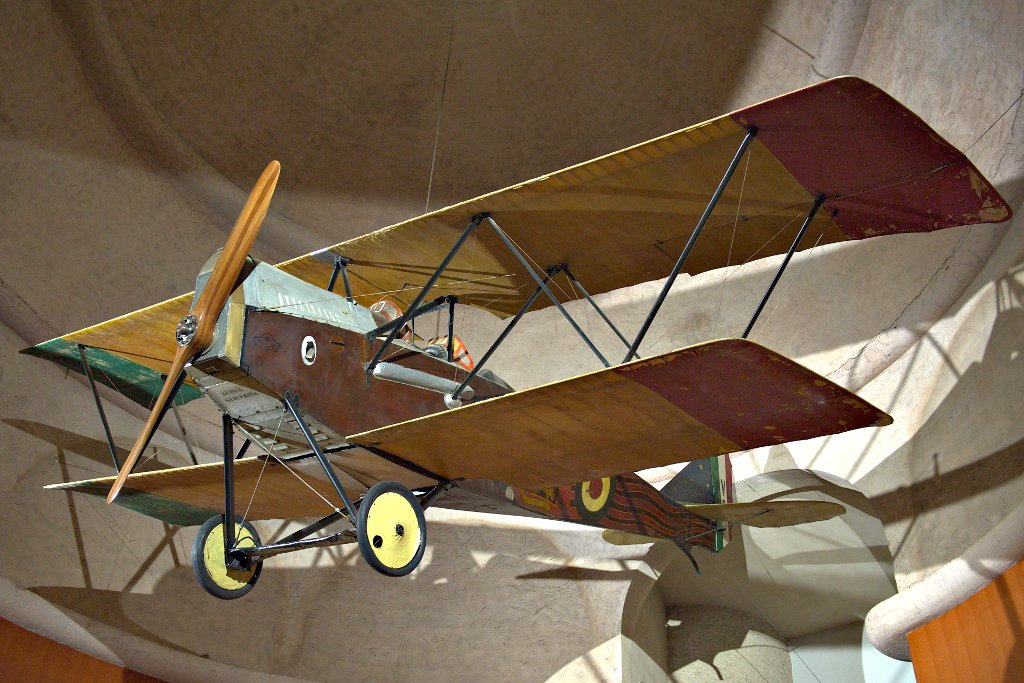
Lo S.V.A. 10 del volo su Vienna conservato al Vittoriale degli italiani

Lo S.V.A. 5 della 87ª Squadriglia Aeroplani conservato presso il Museo storico dell'Aeronautica Militare di Vigna di Valle

Natale Palli (Casale Monferrato, 24 luglio 1895 – Mont Pourri, 23 marzo 1919) è stato un militare e aviatore italiano, durante la prima guerra mondiale, partecipò con Gabriele D'Annunzio al volo su Vienna. Fu insignito di una medaglia d'oro, quattro d'argento e una di bronzo al valor militare e del titolo di Cavaliere dell'Ordine militare di Savoia.

## Biografia
Discendente della famiglia ticinese dei Palli del paese di Pura, al confine con l'Italia sul lago di Lugano, nacque a Casale Monferrato il 24 luglio 1895. Compì gli studi primari e secondari presso le scuole della città natale, iniziando poi a frequentare il corso di Ingegneria presso il Politecnico di Milano.
Arruolatosi giovanissimo nel Regio Esercito, volontario in un reggimento di fanteria di stanza nella città lombarda nel corso del 1914, con ferma annuale, l'entrata in guerra del Regno d'Italia, avvenuta il 24 maggio 1915, lo trovò con il grado di sergente. Nel mese di luglio fu promosso al grado di sottotenente di complemento, ma, rimasto affascinato dal mondo dell'aviazione, chiese, ed ottenne, di essere assegnato al Corpo Aeronautico Militare, conseguendo il brevetto di pilota militare il 15 ottobre 1915 sul campo d'aviazione di Cameri (Novara).
Il 27 ottobre venne inviato in zona d'operazioni, assegnato alla 2ª Squadriglia di aviazione per l'artiglieria di base a Pordenone, e nel marzo 1916 fu trasferito alla 5ª Squadriglia per l'artiglieria operante nel settore che andava da Plava a Tolmino, eseguendo missioni di ricognizione anche su Trieste.
Nel settembre successivo fu trasferito alla 48ª Squadriglia di base a Belluno e nel mese di novembre fu decorato con la medaglia di bronzo al valor militare dal generale Mario Nicolis di Robilant, comandante della 4ª Armata.
Il 24 aprile 1917 fu decorato con una prima medaglia d'argento al valor militare per una rischiosa missione di ricognizione sul Tirolo. Nell'agosto dello stesso anno venne mandato sul campo d'aviazione della Malpensa, dove conseguì l'abilitazione al pilotaggio del nuovo velivolo Ansaldo S.V.A., per essere quindi assegnato alla fine di ottobre alla 1ª Sezione SVA, aggregata alla 75ª Squadriglia Caccia destinata alla difesa di Verona. Nel novembre successivo entrò in servizio presso la 75ª Squadriglia da caccia di stanza a Castenedolo; in dicembre fu trasferito alla 72ª Squadriglia Caccia e nel gennaio 1918 alla 71ª Squadriglia Caccia di Sovizzo. Promosso capitano il 3 febbraio 1918, tre giorni dopo venne decorato con la Croix de guerre dal re del Belgio Alberto I. Per una ricognizione su Innsbruck, effettuata il 20 febbraio, fu decorato con una seconda medaglia d'argento e, verso la fine del mese successivo, venne mandato presso la 103ª Squadriglia di stanza sul campo d'aviazione di San Vito dei Normanni, in provincia di Brindisi, per effettuare alcune missioni sul basso Adriatico che gli valsero la concessione della terza medaglia d'argento al valor militare. Passato in forza alla 87ª Squadriglia "Serenissima" di stanza all'aeroporto di San Pelagio, prese parte al volo su Vienna insieme al maggiore Gabriele D'Annunzio e per questo fatto venne insignito della Croce di Cavaliere dell'Ordine militare di Savoia.
Trasferito per qualche tempo sul fronte francese insieme con D'Annunzio, compì insieme al Vate un'ardita ricognizione su Lienz.

Il maggiore Gabriele D'Annunzio e il capitano pilota Natale Palli

Il 20 marzo del 1919, durante il raid Padova-Parigi-Roma, tentato insieme all'amico Francesco Ferrarin, per un guasto al velivolo fu costretto ad atterrare sul Mont Pourri, nei pressi di Sainte-Foy, dove morì assiderato.
La sua salma fu trasportata a Casale Monferrato dove, il 27 marzo 1919, gli furono tributate solenni onoranze funebri alla presenza di un'immensa folla, di Gabriele D'Annunzio e dei piloti della "Serenissima", con la sola eccezione di Antonio Locatelli che si trovava in Argentina. Venne poi sepolto nel cimitero comunale.
(Orazione funebre tenuta da Gabriele D'Annunzio il 27 marzo 1919,)
Decorato dapprima con la quarta medaglia d'argento al valor militare, nel 1925 il re Vittorio Emanuele III la tramutò "motu proprio" nella Medaglia d'oro al valor militare alla memoria.
Alle coordinate 45°33′09.53″N 6°54′05.71″E, tra le frazioni La Raie e La Gurraz di Sainte-Foy-Tarantaise, sulla strada D 902 che va da Bourg-Saint-Maurice verso Tignes/Val d'Isère, vi è stato eretto un cippo funebre che reca un'iscrizione commemorativa.

### Onorificenze italiane

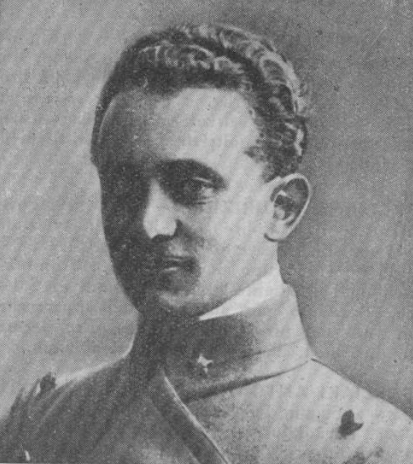
Natale Palli